# Łazy (województwo wielkopolskie)
Łazy – wieś w Polsce położona w województwie wielkopolskim, w powiecie słupeckim, w gminie Zagórów.
| SIMC    | Nazwa     | Rodzaj    |
| ------- | --------- | --------- |
| 0301405 | Czerwonka | część wsi |
| 0301411 | Porąbki   | część wsi |

W latach 1975–1998 miejscowość administracyjnie należała do województwa konińskiego.